# Llista d'asteroides/162701-162800
| Nom      | Designació provisional | Data de descobriment   | Lloc de descobriment | Descobridor/s  |
| -------- | ---------------------- | ---------------------- | -------------------- | -------------- |
| 162701 - | 2000 UL42              | 24 d'octubre de 2000   | Socorro              | LINEAR         |
| 162702 - | 2000 UT43              | 24 d'octubre de 2000   | Socorro              | LINEAR         |
| 162703 - | 2000 UW51              | 24 d'octubre de 2000   | Socorro              | LINEAR         |
| 162704 - | 2000 UR63              | 25 d'octubre de 2000   | Socorro              | LINEAR         |
| 162705 - | 2000 UB66              | 25 d'octubre de 2000   | Socorro              | LINEAR         |
| 162706 - | 2000 UY68              | 25 d'octubre de 2000   | Socorro              | LINEAR         |
| 162707 - | 2000 UW69              | 25 d'octubre de 2000   | Socorro              | LINEAR         |
| 162708 - | 2000 UR70              | 25 d'octubre de 2000   | Socorro              | LINEAR         |
| 162709 - | 2000 UE71              | 25 d'octubre de 2000   | Socorro              | LINEAR         |
| 162710 - | 2000 UU72              | 25 d'octubre de 2000   | Socorro              | LINEAR         |
| 162711 - | 2000 UA78              | 24 d'octubre de 2000   | Socorro              | LINEAR         |
| 162712 - | 2000 UY85              | 31 d'octubre de 2000   | Socorro              | LINEAR         |
| 162713 - | 2000 UY95              | 25 d'octubre de 2000   | Socorro              | LINEAR         |
| 162714 - | 2000 UN96              | 25 d'octubre de 2000   | Socorro              | LINEAR         |
| 162715 - | 2000 UN99              | 25 d'octubre de 2000   | Socorro              | LINEAR         |
| 162716 - | 2000 UT100             | 25 d'octubre de 2000   | Socorro              | LINEAR         |
| 162717 - | 2000 UH102             | 25 d'octubre de 2000   | Socorro              | LINEAR         |
| 162718 - | 2000 UW103             | 25 d'octubre de 2000   | Socorro              | LINEAR         |
| 162719 - | 2000 UY103             | 25 d'octubre de 2000   | Socorro              | LINEAR         |
| 162720 - | 2000 UR110             | 31 d'octubre de 2000   | Socorro              | LINEAR         |
| 162721 - | 2000 UC114             | 24 d'octubre de 2000   | Socorro              | LINEAR         |
| 162722 - | 2000 VD                | 1 de novembre de 2000  | High Point           | D. K. Chesney  |
| 162723 - | 2000 VM2               | 1 de novembre de 2000  | Socorro              | LINEAR         |
| 162724 - | 2000 VW2               | 1 de novembre de 2000  | Desert Beaver        | W. K. Y. Yeung |
| 162725 - | 2000 VT11              | 1 de novembre de 2000  | Socorro              | LINEAR         |
| 162726 - | 2000 VR12              | 1 de novembre de 2000  | Socorro              | LINEAR         |
| 162727 - | 2000 VO14              | 1 de novembre de 2000  | Socorro              | LINEAR         |
| 162728 - | 2000 VY14              | 1 de novembre de 2000  | Socorro              | LINEAR         |
| 162729 - | 2000 VU16              | 1 de novembre de 2000  | Socorro              | LINEAR         |
| 162730 - | 2000 VO17              | 1 de novembre de 2000  | Socorro              | LINEAR         |
| 162731 - | 2000 VG22              | 1 de novembre de 2000  | Socorro              | LINEAR         |
| 162732 - | 2000 VK23              | 1 de novembre de 2000  | Socorro              | LINEAR         |
| 162733 - | 2000 VH34              | 1 de novembre de 2000  | Socorro              | LINEAR         |
| 162734 - | 2000 VH48              | 2 de novembre de 2000  | Socorro              | LINEAR         |
| 162735 - | 2000 VL48              | 2 de novembre de 2000  | Socorro              | LINEAR         |
| 162736 - | 2000 VD52              | 3 de novembre de 2000  | Socorro              | LINEAR         |
| 162737 - | 2000 VP53              | 3 de novembre de 2000  | Socorro              | LINEAR         |
| 162738 - | 2000 VG55              | 3 de novembre de 2000  | Socorro              | LINEAR         |
| 162739 - | 2000 WS                | 16 de novembre de 2000 | Socorro              | LINEAR         |
| 162740 - | 2000 WF6               | 16 de novembre de 2000 | Socorro              | LINEAR         |
| 162741 - | 2000 WG6               | 18 de novembre de 2000 | Socorro              | LINEAR         |
| 162742 - | 2000 WV14              | 20 de novembre de 2000 | Socorro              | LINEAR         |
| 162743 - | 2000 WN15              | 20 de novembre de 2000 | Socorro              | LINEAR         |
| 162744 - | 2000 WA18              | 21 de novembre de 2000 | Socorro              | LINEAR         |
| 162745 - | 2000 WT18              | 21 de novembre de 2000 | Socorro              | LINEAR         |
| 162746 - | 2000 WJ24              | 20 de novembre de 2000 | Socorro              | LINEAR         |
| 162747 - | 2000 WH28              | 23 de novembre de 2000 | Haleakala            | NEAT           |
| 162748 - | 2000 WG30              | 20 de novembre de 2000 | Socorro              | LINEAR         |
| 162749 - | 2000 WF42              | 21 de novembre de 2000 | Socorro              | LINEAR         |
| 162750 - | 2000 WY42              | 21 de novembre de 2000 | Socorro              | LINEAR         |
| 162751 - | 2000 WZ46              | 21 de novembre de 2000 | Socorro              | LINEAR         |
| 162752 - | 2000 WF48              | 21 de novembre de 2000 | Socorro              | LINEAR         |
| 162753 - | 2000 WO55              | 20 de novembre de 2000 | Socorro              | LINEAR         |
| 162754 - | 2000 WP56              | 21 de novembre de 2000 | Socorro              | LINEAR         |
| 162755 - | 2000 WA68              | 28 de novembre de 2000 | Kuma Kogen           | A. Nakamura    |
| 162756 - | 2000 WT82              | 20 de novembre de 2000 | Socorro              | LINEAR         |
| 162757 - | 2000 WP87              | 20 de novembre de 2000 | Socorro              | LINEAR         |
| 162758 - | 2000 WA96              | 21 de novembre de 2000 | Socorro              | LINEAR         |
| 162759 - | 2000 WV101             | 26 de novembre de 2000 | Socorro              | LINEAR         |
| 162760 - | 2000 WZ108             | 20 de novembre de 2000 | Socorro              | LINEAR         |
| 162761 - | 2000 WG110             | 20 de novembre de 2000 | Socorro              | LINEAR         |
| 162762 - | 2000 WN115             | 20 de novembre de 2000 | Socorro              | LINEAR         |
| 162763 - | 2000 WY115             | 20 de novembre de 2000 | Socorro              | LINEAR         |
| 162764 - | 2000 WJ117             | 20 de novembre de 2000 | Socorro              | LINEAR         |
| 162765 - | 2000 WO120             | 20 de novembre de 2000 | Socorro              | LINEAR         |
| 162766 - | 2000 WU127             | 17 de novembre de 2000 | Kitt Peak            | Spacewatch     |
| 162767 - | 2000 WD135             | 19 de novembre de 2000 | Socorro              | LINEAR         |
| 162768 - | 2000 WC138             | 21 de novembre de 2000 | Socorro              | LINEAR         |
| 162769 - | 2000 WJ155             | 30 de novembre de 2000 | Socorro              | LINEAR         |
| 162770 - | 2000 WS156             | 30 de novembre de 2000 | Socorro              | LINEAR         |
| 162771 - | 2000 WP169             | 26 de novembre de 2000 | Socorro              | LINEAR         |
| 162772 - | 2000 WX175             | 26 de novembre de 2000 | Anderson Mesa        | LONEOS         |
| 162773 - | 2000 WJ191             | 19 de novembre de 2000 | Anderson Mesa        | LONEOS         |
| 162774 - | 2000 XV1               | 3 de desembre de 2000  | Kitt Peak            | Spacewatch     |
| 162775 - | 2000 XG6               | 1 de desembre de 2000  | Socorro              | LINEAR         |
| 162776 - | 2000 XO11              | 4 de desembre de 2000  | Socorro              | LINEAR         |
| 162777 - | 2000 XV23              | 4 de desembre de 2000  | Socorro              | LINEAR         |
| 162778 - | 2000 XJ26              | 4 de desembre de 2000  | Socorro              | LINEAR         |
| 162779 - | 2000 XE30              | 4 de desembre de 2000  | Socorro              | LINEAR         |
| 162780 - | 2000 XJ38              | 5 de desembre de 2000  | Socorro              | LINEAR         |
| 162781 - | 2000 XL44              | 6 de desembre de 2000  | Socorro              | LINEAR         |
| 162782 - | 2000 XS47              | 4 de desembre de 2000  | Socorro              | LINEAR         |
| 162783 - | 2000 YJ11              | 19 de desembre de 2000 | Socorro              | LINEAR         |
| 162784 - | 2000 YQ15              | 22 de desembre de 2000 | Anderson Mesa        | LONEOS         |
| 162785 - | 2000 YA17              | 22 de desembre de 2000 | Socorro              | LINEAR         |
| 162786 - | 2000 YT21              | 24 de desembre de 2000 | Anderson Mesa        | LONEOS         |
| 162787 - | 2000 YB22              | 29 de desembre de 2000 | Desert Beaver        | W. K. Y. Yeung |
| 162788 - | 2000 YR31              | 31 de desembre de 2000 | Kitt Peak            | Spacewatch     |
| 162789 - | 2000 YF33              | 30 de desembre de 2000 | Socorro              | LINEAR         |
| 162790 - | 2000 YJ35              | 30 de desembre de 2000 | Socorro              | LINEAR         |
| 162791 - | 2000 YC42              | 30 de desembre de 2000 | Socorro              | LINEAR         |
| 162792 - | 2000 YX43              | 30 de desembre de 2000 | Socorro              | LINEAR         |
| 162793 - | 2000 YY43              | 30 de desembre de 2000 | Socorro              | LINEAR         |
| 162794 - | 2000 YC48              | 30 de desembre de 2000 | Socorro              | LINEAR         |
| 162795 - | 2000 YF52              | 30 de desembre de 2000 | Socorro              | LINEAR         |
| 162796 - | 2000 YA69              | 30 de desembre de 2000 | Socorro              | LINEAR         |
| 162797 - | 2000 YR74              | 30 de desembre de 2000 | Socorro              | LINEAR         |
| 162798 - | 2000 YV79              | 30 de desembre de 2000 | Socorro              | LINEAR         |
| 162799 - | 2000 YH80              | 30 de desembre de 2000 | Socorro              | LINEAR         |
| 162800 - | 2000 YT82              | 30 de desembre de 2000 | Socorro              | LINEAR         |